# Hyptia cameroni
Hyptia cameroni är en stekelart som först beskrevs av August Schletterer 1889.  Hyptia cameroni ingår i släktet Hyptia och familjen hungersteklar. Inga underarter finns listade i Catalogue of Life.